# Улица Митькина (Владикавказ)
Улица Ми́тькина — улица во Владикавказе, Северная Осетия, Россия. Улица располагается в Затеречном муниципальном округе Владикавказа между улицами Коцоева и Гастелло. Начинается от улицы Коцоева. Улицу Митькина пересекают улица Карла Маркса, проспект Коста, улицы Ардонская, Заурбека Калоева, Тургеневская и Гончарова.
Улица названа в честь героя Советского Союза Бориса Викторовича Митькина.
Улица образовалась в середине XIX века и впервые была отмечена как Серпуховская улица на карте «Кавказского края», которая издавалась в 60—70-е годы XIX века. Упоминается под этим же названием в Перечне улиц, площадей и переулков от 1925 года.
15 апреля 1975 года решением Исполкома Оржоникидзевского Городского Совета народных депутатов Серпуховская улица была переименована в улицу Митькина.
Достопримечательности
На пересечении с улицами Гончарова и Заурбека Калоева находится Тургеневский сквер, который является памятником природы регионального значения.